# Нижній Ізяк
Нижній Ізя́к (рос. Нижний Изяк, башк. Түбәнге Иҙәк) — присілок у складі Благовіщенського району Башкортостану, Росія. Входить до складу Ізяківської сільської ради.
Населення — 256 осіб (2010; 240 в 2002).
Національний склад:
- марійці — 89 %